# Mucropetraliella ligulata
Mucropetraliella ligulata is een mosdiertjessoort uit de familie van de Petraliellidae. De wetenschappelijke naam van de soort is voor het eerst geldig gepubliceerd in 1936 door Stach.